# ويليام تومسون هويل
ويليام تومسون هويل (بالإنجليزية: William Thompson Howell)‏ هو قاضي وسياسي أمريكي، ولد في 8 يوليو 1810 في غوشين في الولايات المتحدة، وتوفي في 3 أبريل 1870 في نيوايغو في الولايات المتحدة. حزبياً، نشط في الحزب الديمقراطي. وقد انتخب عضو مجلس ولاية ميشيغان وانتخب عضو مجلس نواب ميشيغان ‏.